# Goldgewinnung auf Aruba
Die Goldgewinnung auf Aruba war von 1825 bis etwa 1918 der größte Wirtschaftszweig auf der Insel Aruba. Insgesamt wurden in dieser Zeit etwa 1735 kg Gold gewonnen.

## Geschichte
Willem Rasmijn, der Sohn eines Schafhirten fand 1824 Goldnuggets an der Nordküste Arubas und löste dadurch einen Goldrausch aus.
Im Gebiet Rooi Fluit und Rooi Daimari im Norden der Insel wurde ab 1825 zunächst Gold geseift. Später wurde Bergbau betrieben, um an das Edelmetall zu gelangen. Es wurden Schächte abgeteuft sowie Tagesanlagen gebaut. Im Jahre 1829 wurde die Bergfreiheit erklärt. Das bedeutete, dass Privatpersonen gegen eine Konzession von fünfzehn Gulden pro Jahr Schürfrechte erwerben konnten. Die Vergabe erfolgt durch Auslosung. Bis 1830 wurden rund 90 kg Gold in die Niederlande verschifft.

### Aruba Island Gold Mining Company
Im Jahr 1868 vergab die Regierung von Curacao eine auf 35 Jahre befristete Konzession an die Aruba Island Gold Mining Company aus London. Diese baute ein Pochwerk und eine Schmelzhütte in Bushiribana an der Nordküste, einen Pier im Hafen Oranjestad und eine 6 Meilen lange Verbindungsstraße zwischen Hafen und Hütte. Hier wurde dann auch das Golderz aus der Grube Ceru Plat und vom Kristalberg verarbeitet. Die Aruba Island Gold Mining Company bestand bis 1882. Von 1868 bis 1880 wurden 2938 t Erz verarbeitet und daraus 2075 Feinunzen Gold gewonnen.

### Aruba Agency Company
Von 1883 bis 1889 ruhte der Goldabbau, dann wurde er von der Aruba Agency Company wieder aufgenommen. In Bushiribana wurde die Zyanidlaugung eingeführt, um die Ausbeute zu steigern. 1890 erlosch die Aruba Agency Company.

### Aruba Gold Concessions Ltd.
Aruba Gold Concessions erwarb 1899 eine Konzession für 40 Jahre. Bushiribana  wurde geschlossen und ein neues Hüttenwerk in Balashi errichtet. Aruba Gold Concessions betrieb das Bergwerk Mil Speranza, welches ein für diese Zeit modernes Goldbergwerk war. Frischwetter wurden mit einem Grubenlüfter in die Grubenbaue geblasen. Das Erz wurde mit einer Dampffördermaschine in sogenannten skieps zu Tage gefördert. Nach dem Aussortieren von groben Steinen wurde das Erz mit einer locomobiel zur weiteren Verarbeitung zur Goldschmelzerei gezogen.
Um 1903 existierten mehrere Schmelzöfen, ein Brecher sowie Zyanidtanks.
1908 stellte Aruba Gold Concessions seine Aktivitäten ein.

### Aruba Goud Maatschappij
Aruba Goud Maatschappij übernahm die Konzession sowie die Anlagen und Bergwerke von Aruba Gold Concessions und betrieb den Abbau bis zum Ende des Ersten Weltkrieges. Während des Krieges mangelte es an Dynamit, Rohstoffen und Chemikalien, um das Gold weiter gewinnen und verhütten zu können. Kurz nach dem Ersten Weltkrieg begann das Aus für die Goldbergwerke. Die Anlagen waren inzwischen veraltet und die Politik auf Aruba setzte in Folge auf das „Schwarze Gold“ der Erdölraffinerie in San Nicolas und auf den Ausbau des Hafens.
Nach dem Zweiten Weltkrieg wurde der Goldbergbau versuchsweise noch einmal neu aufgenommen, jedoch erfolglos. Die Schächte wurden verfüllt und die Fördertürme abgerissen.

## Bergwerke

### Lage

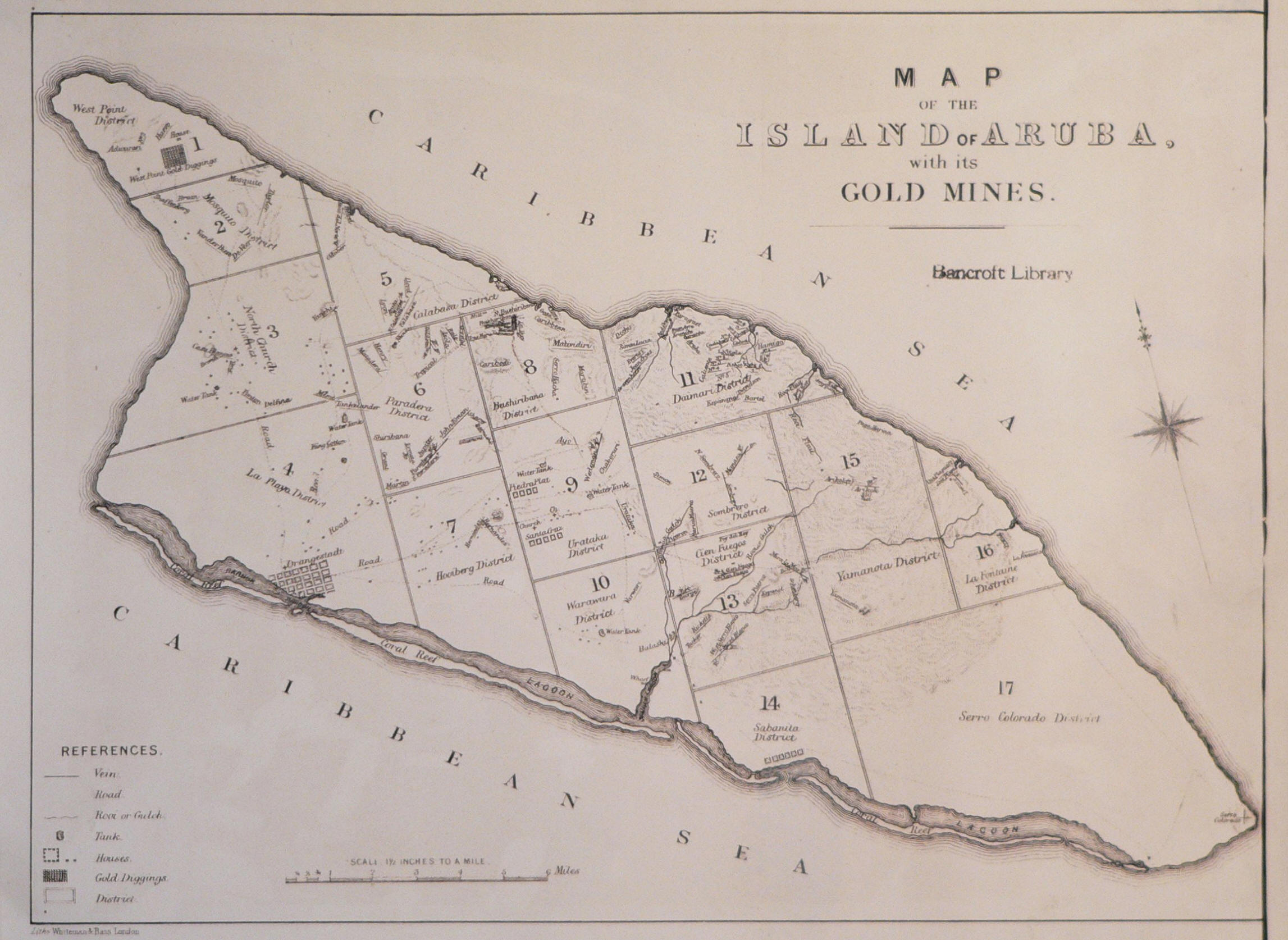
Goldabbaugebiete um 1885

Die nebenstehende Karte aus dem Jahre 1885 zeigt die Standorte der Goldbergwerke und die jeweiligen Berechtsamen, die damals festgelegt wurden. Dort, wo sich heute die Hauptstadt Oranjestad befindet, sind die kleinen Häuser eingezeichnet, in denen die Bergleute wohnten. Die wichtigsten Orte, an denen Gold gefunden wurde, waren Daimari, Wacobana, Arikok, Rooi Fluit, Hadicouradi und später Westpunt, wo auch Golderz gefunden wurde.

### Zeitzeugen

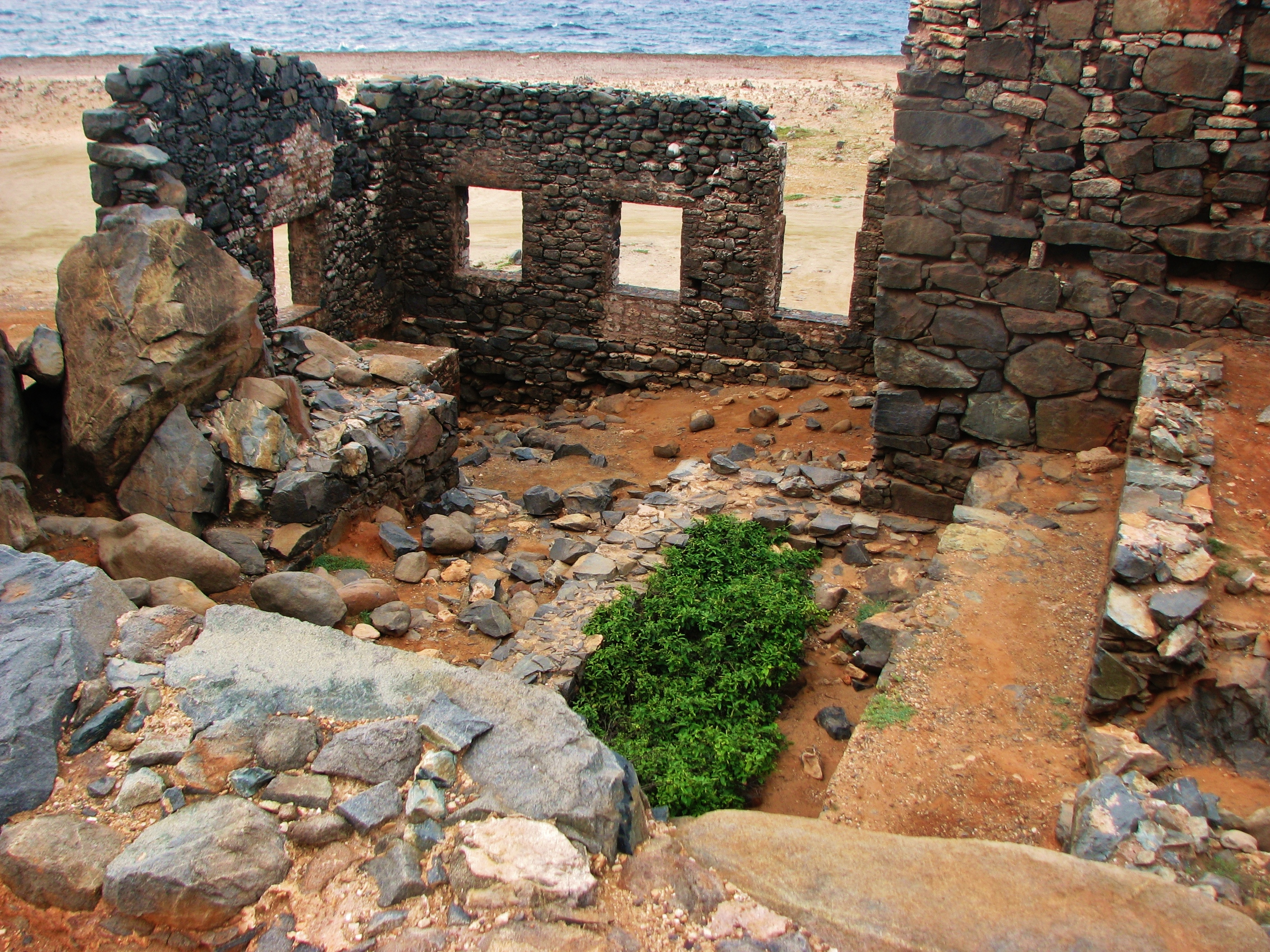
Ruine Bushiribana Goldschmelze

Die Überreste der Bushiribana-Goldhütte aus dem Jahre 1872 sind im schlechten Zustand und nur noch eine faszinierende Ruine, die es der Phantasie der Touristen überlässt, sich wie in den Tagen des Wilden Westens den Goldrausch auf Aruba vorzustellen. Bei den Ruinen der Balashi-Goldschmelzerei, die von 1900 bis 1916 in Betrieb war, findet man heute nur noch Reste der Kessel, Reinigungsbecken und Schmelzöfen. Die verfallenen Stollen und Tunnel in Sero Colorado, im Gebiet von San Nicolas, mit Resten der Kipplorenbahn aus dem Jahre 1879 sind noch vorhanden.
Da die Ruinen keine Priorität im Denkmalschutz für die Regierung von Aruba haben, sind auch die früheren Informationstafeln inzwischen verschwunden und die Überreste dem weiteren Verfall ausgesetzt.